# Végzetes érdekek
A Végzetes érdekek (eredeti címe: Everybody Wins) 1990-es amerikai bűnügyi filmthriller, amelyet Karel Reisz rendezett. Ez volt a rendező utolsó filmje halála előtt. A forgatókönyvet Arthur Miller készítette saját egyfelvonásos színdarabja, a Some Kind of Love Story alapján. A főbb szerepekben Nick Nolte és Debra Winger. 1990. január 19-én mutatták be az Egyesült Államokban. A magyar bemutató dátuma nem ismert.

## Cselekmény
Egy neves új-angliai orvost meggyilkolnak, és fiatal unokaöccsét, Felixet gyanúsítják a bűncselekménnyel. Angela Crispini felkeresi Tom O'Toole magánnyomozót, és felbérli a férfit. A nő szerint Felix ártatlan, ezért Tomnak új bizonyítékokat kell keresnie. A nyomozás során Tom beleszeret Angelába, ami feszültséghez vezet a párja és közte. 
Tom feltárja, hogy Angela valószínűleg prostituált, és két éve viszonya van az ügyésszel, aki mindenáron Felixszel akarja elvitetni a gyilkosságot. A nyomozó azonban már tudja, hogy Jerry volt a tettes, és meggyőzi a férfit, hogy tegyen vallomást. Mikor a bírósághoz hajtanak, Jerry halálos balesetet szenved. Angela maga tesz tanúvallomást a bírónak, így Jerryt szabadon engedik. Mikor Tom követeli a bírótól, hogy emeljenek vádat az eltussolók ellen, a bíró azt visszautasítja. Tom később látja Angelát, ahogy bevonul a bíró szobájába, hogy négyszemközt beszéljen vele.

## Szereplők
| Szerep             | Színész            | Magyar hang    |
| ------------------ | ------------------ | -------------- |
| Angela Crispini    | Debra Winger       | Für Anikó      |
| Tom O'Toole        | Nick Nolte         | Dörner György  |
| Jerry              | Will Patton        | Széles Tamás   |
| Connie             | Judith Ivey        |                |
| Amy                | Kathleen Wilhoite  | Antal Olga     |
| Harry Murdoch bíró | Jack Warden        | Horváth Sándor |
| Charley Haggerty   | Frank Converse     |                |
| Felix              | Frank Military     |                |
| Jean               | Mary Louise Wilson |                |
| Bellanca           | Mert Hatfield      |                |
| Sonny              | Peter Appel        |                |
| Montana            | Sean Weil          |                |

## Fogadtatás

### Kritikai visszhang
A filmet gyengének ítélte a filmkritika. A Rotten Tomatoeson 17%-os minősítést ért el 8 értékelés alapján. Philip Kemp a Sight & Soundtól azt írta: „Mint azt minden szerencsejátékos tudja, a baj az, hogy ha mindenki nyer, akkor a végén eléggé elégtelen kifizetéssel kell számolnia.” David Nusair a Reel Film Reviewstól azt írta: „Arthur Miller meglepően összefüggéstelen forgatókönyve [minden bizonnyal] kulcsszerepet játszik a film bukásában.” Rene Jordan az El Nuevo Heraldtól azt írta: „A Végzetes érdekek nem teremtés, hanem inkább butítás.”

### Bevétel adatai
A Box Office Mojo szerint a film 1,3 millió dolláros bevételt ért el, a költségvetésről nincs adat.